# Siegfried Marcus
Siegfried Marcus (Malchin, 18 settembre 1831 – Vienna, 1º luglio 1898) è stato un ingegnere e inventore tedesco naturalizzato austriaco.

## Biografia

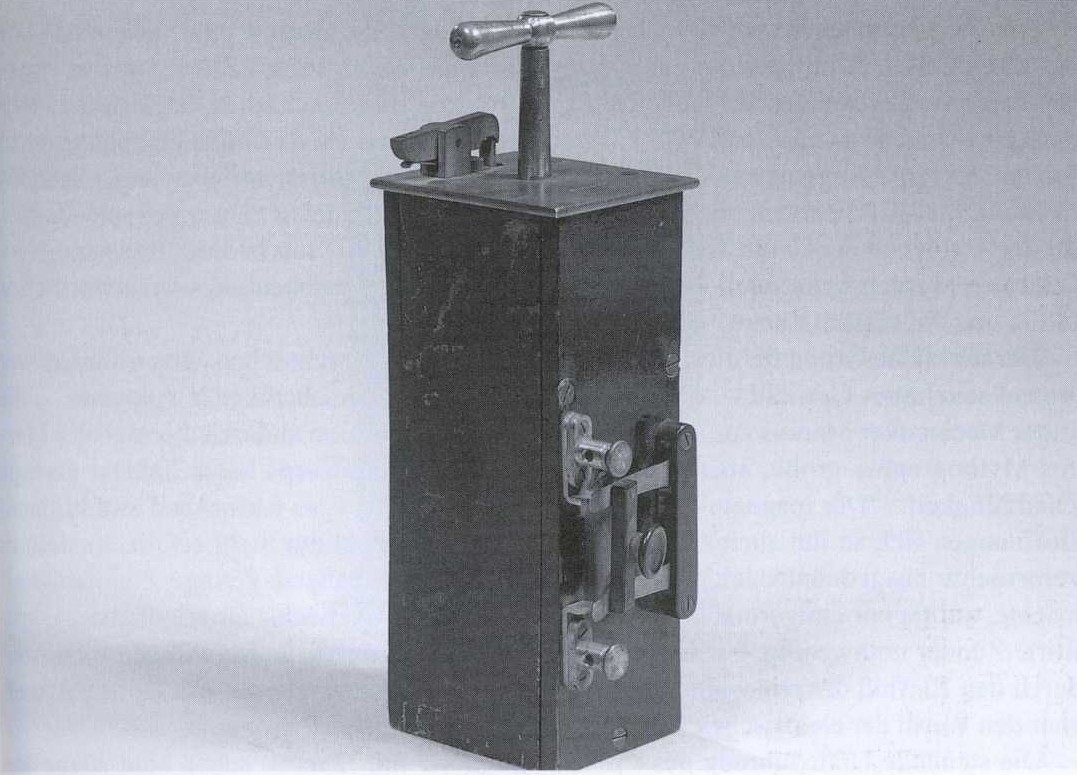
Detonatore "Wiener (Viennese) Zünder", 1864

Siegfried Samuel Marcus nasce come figlio di Liepmann Marcus, commerciante e presidente dell'associazione commercianti di Malchin, e di Rosa Philip. Visse prevalentemente a Vienna, trasferitosi nel 1852 dalla Germania.
Tradizione vuole che fece apprendistato nella propria città natale dal meccanico Lilge. Nel 1845 andò ad Amburgo. Durante questo periodo non si hanno notizie certe. Successivamente si trasferì a Berlino, dove trovò occupazione presso la neonata Siemens & Halske. Negli archivi Siemens non compare il suo nome. Evitò l'arruolamento nell'esercito prussiano, si trasferì a Vienna nel 1852 ove rimase fino alla morte. Professò fede evangelica-luterana. Marcus lavorò presso le officine meccaniche Carl Eduard Kraft e dal 1854 come meccanico e lavorante alla Geologische Reichsanstalt. Dal 1856 al 1898 diventò costruttore di strumentazione scientifica. Nel 1856 fondò un suo Labor nella Mariahilfer Straße di Vienna, producendo Telegraphenbauanstalt. Sviluppò interesse nell'elettricità e illuminazione, come telegrafi e detonatori. Dal 1890 nella “Mondscheingasse” costruì apparecchi per la stampa, telegrafi, detonatori elettrici per uso civile e militare (l'esercito prussiano utilizzò tali apparecchi durante la guerra franco tedesca), illuminazione elettrica, a gas, ad alcol e a petrolio. Nel 1870 progettò un motore a ciclo Otto che installò su un veicolo. Questo fece del veicolo il primo al mondo motorizzato. Tale veicolo è conosciuto “Erster Marcus-Wagen”. Nel 1883 un brevetto per un sistema d'iniezione a basso voltaggio fu rilasciato in Germania. Questa idea fu usata anche per la “Zweiter Marcus-Wagen “ del 1888/89; assieme al sistema carburatore a spazzole rotanti rendeva il veicolo innovativo.
Nel 1887, Marcus collaborò con la Märky, Bromovsky & Schulz della Moravia. Offrirono motori due tempi e — dopo il decadimento del brevetto di Nikolaus Otto nel 1886 — quattro tempi tipo Marcus.

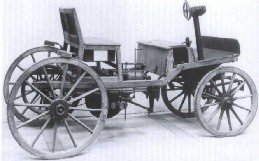
Zweiter Marcus-Wagen, 1888, Technisches Museum Wien

Nel 1888-89 Märky, Bromovsky & Schulz costruiscono la “Zweiter Marcus-Wagen“, che può essere ammirata al museo della tecnica di Vienna. Marcus divenne conosciuto in tutto il mondo. Per lungo tempo si credette che l'automobile in questione fosse già esistita nel 1875 — ma era una leggenda. Non c'è nessuna prova dell'esistenza di tale veicolo prima del 1888. Tale veicolo fu nominato nella Historic Mechanical Engineering Landmark dalla American Society of Mechanical Engineers.
Marcus fece 131 brevetti in 16 Paesi. Nessuno per un veicolo a motore. Inoltre non reclamò mai l'invenzione dell'automobile. Non di meno è stato il primo a usare un motore a benzina come propulsione di un veicolo nel 1870. Ma non è sicuro che la seconda auto Marcus si sia mossa prima del 1890. Muore il 30 luglio 1898 a 66 anni.
Marcus fu sepolto al cimitero protestante di Hütteldorf vicino a Vienna. Più tardi fu trasferito al Zentralfriedhof Wien. Essendo le origini di Marcus ebraiche, la sua storia personale svanisce sotto il nazismo. Il monumento di fronte alla università tecnica di Vienna fu rimosso e solo dopo la guerra ricostruito. Nel 1950, la Zweiter Marcus-Wagen fu restaurata.

## Inventore dell'automobile
La tragedia di Siegfried Marcus è basata sul fatto che gli fu attribuita erroneamente un'invenzione, che lo fece conoscere in Austria e nel mondo intero: la presunta invenzione dell'automobile, nel 1875; prima di Gottlieb Daimler e Karl Benz. Hans Seper sul finire degli anni 1960 iniziò una revisione critica della tesi su Marcus. Ricerche più recenti di Grössing, Bürbaumer, Hardenberg e altri hanno confermato Seper. Si va dalle opere controverse di Franz Feldhaus e Alfred Buberl. Feldhaus scrisse informazioni non corrette su Marcus in Ruhmesblättern der Technik del 1910 e Deutsche Techniker und Ingenieure del 1912, informazioni contraddittorie sull'invenzione dell'automobile. La base di questi errori risale all'invenzione della seconda auto Marcus del 1875. Incontra nel 1877 Ludwig Czischek-Christen. Confusione tra i due veicoli del 1870 e del 1888/89. Così, tra le altre cose, senza avere alcuna prova concreta, fu sostenuto che a Berlino, Marcus fosse uno stretto collaboratore di Werner von Siemens, a Vienna con il prof. Ludwig presso il Josephinisches Institut e il giovane Rodolfo d'Asburgo-Lorena, Marcus insegnò discipline scientifiche, o addirittura che egli costruì nel 1875, la prima vettura completa al mondo salendo anche al Klosterneuburg nei pressi di Vienna. Nella breve storia Der Kilometerfresser il poeta austriaco Emil Ertl nel 1927 fece a Marcus un monumento letterario, senza menzionare il suo nome: Marcus fu chiamato Spinnerich e meccanico di telai.
Marcus fu rimosso dall'enciclopedia tedesca come inventore dell'automobile, da una direttiva del Reichsministerium für Volksaufklärung und Propaganda durante la seconda guerra mondiale. Il suo nome fu sostituito da Daimler e Benz:
Reichsministerium für Volksaufklärung und Propaganda
Geschäftszeichen. S 8100/4.7.4.0/7 1
Berlin W8, den 4. Juli 1940
Wilhelmplatz 8-9
An die Direktion der Daimler-Benz-A.G. Stoccarda-Untertürkheim
Betrifft: Eigentlichen Erfinder des Automobils
Auf Ihr Schreiben vom 30. Mai 1940 Dr.Wo/Fa.
Das Bibliographische Institut und der Verlag F.A. Brockhaus sind darauf hingewiesen worden, dass in Meyers Konversations Lexikon und im Großen Brockhaus künftig nicht Siegfried Marcus, sondern die beiden deutschen Ingenieure Gottlieb Daimler und Karl Benz als Schöpfer des modernen Kraftwagens zu bezeichnen sind.

## Opere

### Autoveicoli
Sia economicamente sia per l'ulteriore sviluppo tecnico le due automobili di Siegfried Marcus furono di importanza relativa. Per avere tutte le caratteristiche di una macchina di produzione, avrebbero dovuto subire una riprogettazione profonda, specialmente la propulsione.

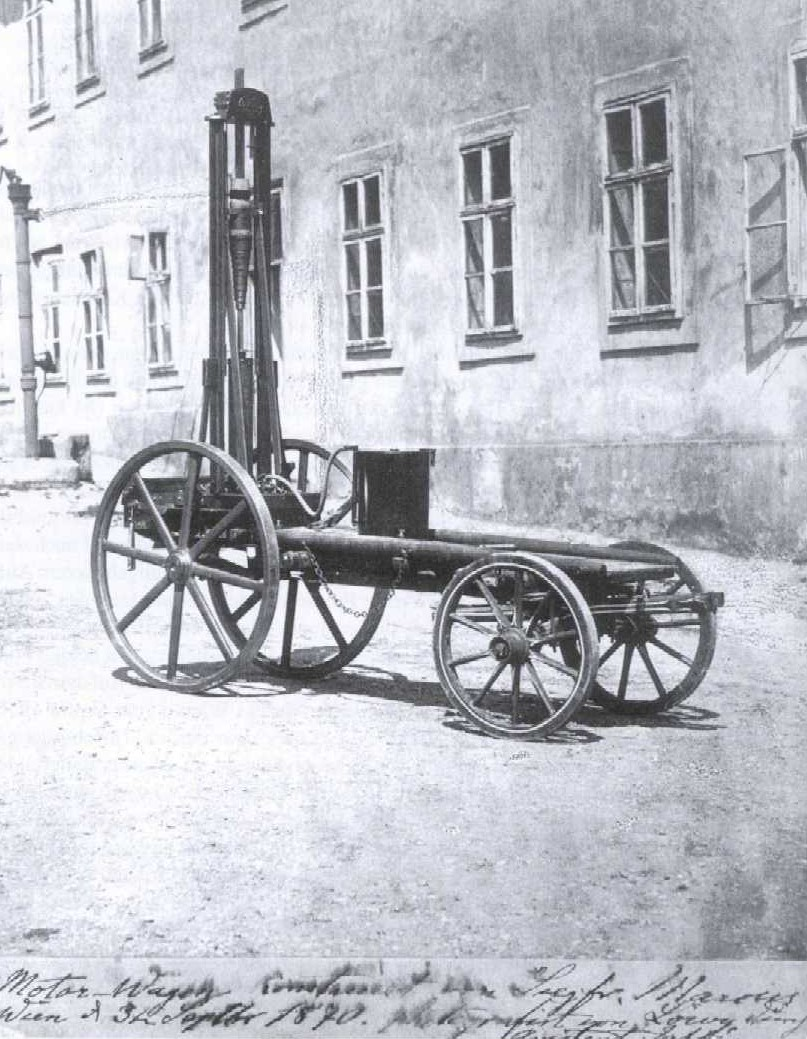
Erster Marcus-Wagen, 1870 (perduta)
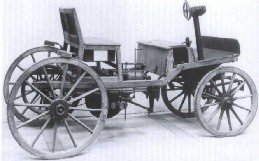
Zweiter Marcus-Wagen, 1888-89, Technisches Museum Wien
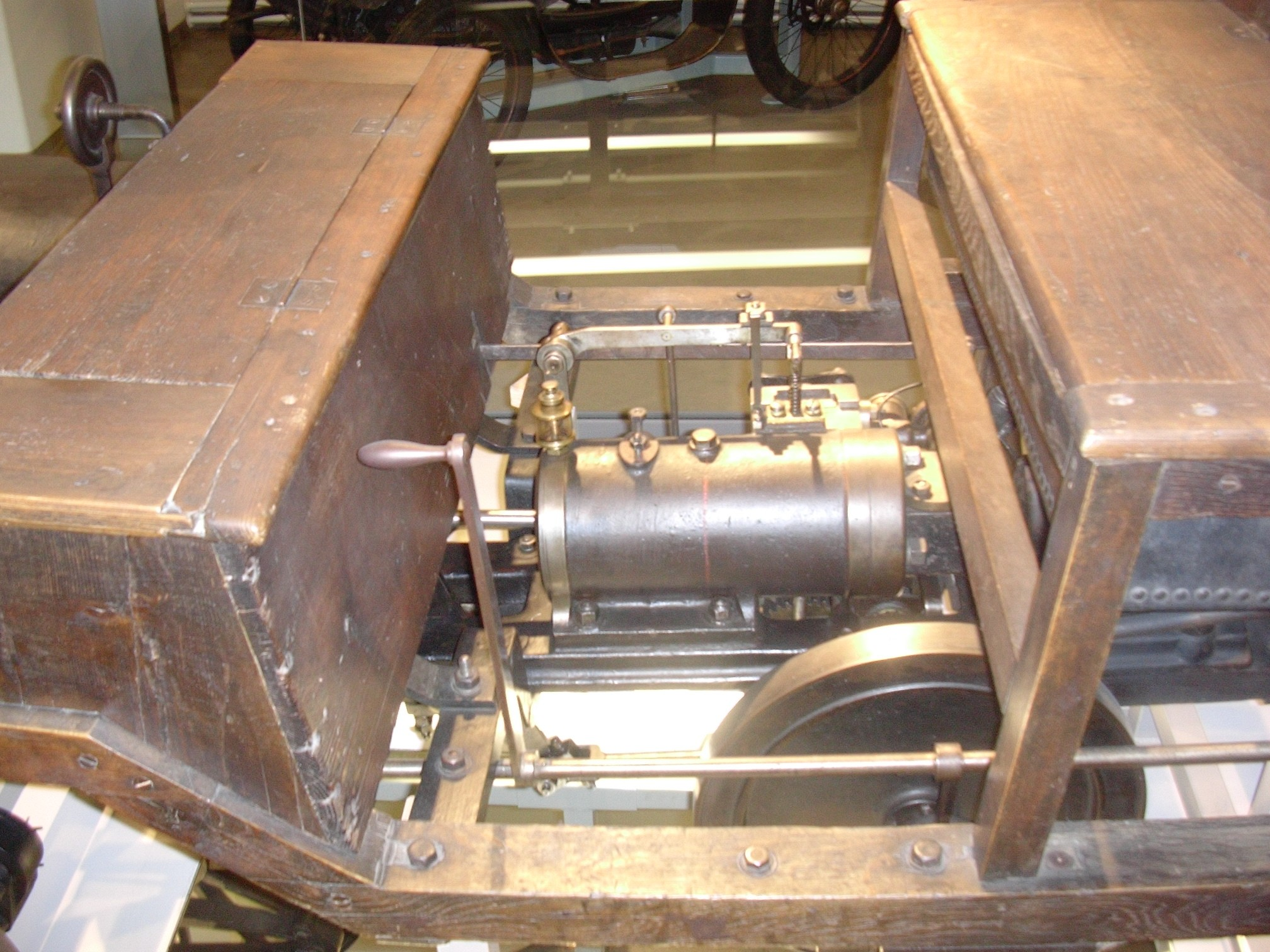
Motore delle “Zweiter Marcus-Wagen”
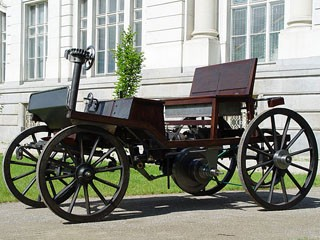
Zweiter Marcus-Wagen nel 2006. Sullo sfondo il Technisches Museum Wien

#### Erster Marcus-Wagen
Nel 1870 costruisce il suo primo carretto motorizzato con motore a benzina. Un motore a due tempi dell'inventore Étienne Lenoir, che ha solo la definizione "due tempi" in comune con gli attuali. Il carburatore Oberflächenvergaser, brevettato da Marcus nel 1866. L'accensione magneto-elettrica. Marcus negli anni sessanta del XIX secolo brevettò diversi tipi di accensioni (detonatori) per uso civile e militare. Dalla descrizione dei giornali dell'epoca, tale veicolo era mancante degli elementi base di un autoveicolo, come freni, sterzo, frizione; circolava solo in prossimità dell'officina di Marcus. Grazie a due fotografie con segnate le date, si risale al 1870, in opposizione a una relazione di viaggio del 1904, in cui si parla del 1866. Anche l'anno 1864 è richiamato in alcuni rapporti, ma senza attendibilità. Questa „Erste Marcus-Wagen“ è la prima con propulsione a benzina. Nessun veicolo originale dell'epoca è giunto fino a noi; solo repliche. La più antica è presente alla “Siegfried Marcus Berufsschule” di Vienna, con motore funzionante.

#### Zweiter Marcus-Wagen
Senza questo veicolo datato erroneamente 1875, cioè prima di Daimler e Benz, Marcus sarebbe ricordato solo nella storia della scienza e della tecnica. „Ob sein zweiter Wagen bereits 1875 oder erst 1888/89 fahrbereit war, war lange Zeit unsicher, heute gilt die spätere Datierung als gesichert“. Questo veicolo aveva già tutti i componenti di un'automobile. Il veicolo è dal 1898 proprietà della ÖAMTC e prestato al Technisches Museum Wien. La Zweite Marcus-Wagen fu costruita dalla Märky, Bromovsky & Schulz nel 1888/89 ad Adamsthal. Fu presentato al pubblico nel 1898, in presenza del Kaiser Francesco Giuseppe I per il Giubileo. Il motore monocilindrico da 1,5 L quattro tempi da 0,75 CV permetteva di raggiungere la velocità di 5–8 km/h. Innovativa l'accensione magneto-elettrica, brevettata nel 1883, e il carburatore (brevetti del 1883 e 1887). Nel 1950 fu restaurata da Alfred Buberl e funzionante. È il veicolo più antico circolante a benzina. Nel 2006 il Technisches Museum Wien con l'aiuto di sponsor, come ADAST e Märky, Bromovsky & Schulz, ha costruito una replica, usata in manifestazioni pubbliche.

### Motori a combustione e carburatori
Dieci motori Marcus sono noti. Gli ultimi quattro dal 1887 al 1888 costruiti dalla Märky, Bromovsky & Schulz di Adamsthal, Mähren (oggi Adamov, Repubblica Ceca) come quattro tempi, i primi come motori Lenoir e molto diversi da quelli di Nicolaus Otto. Tre motori a quattro tempi, esistono ancora. Il più vecchio al Technischen Museum Wien.

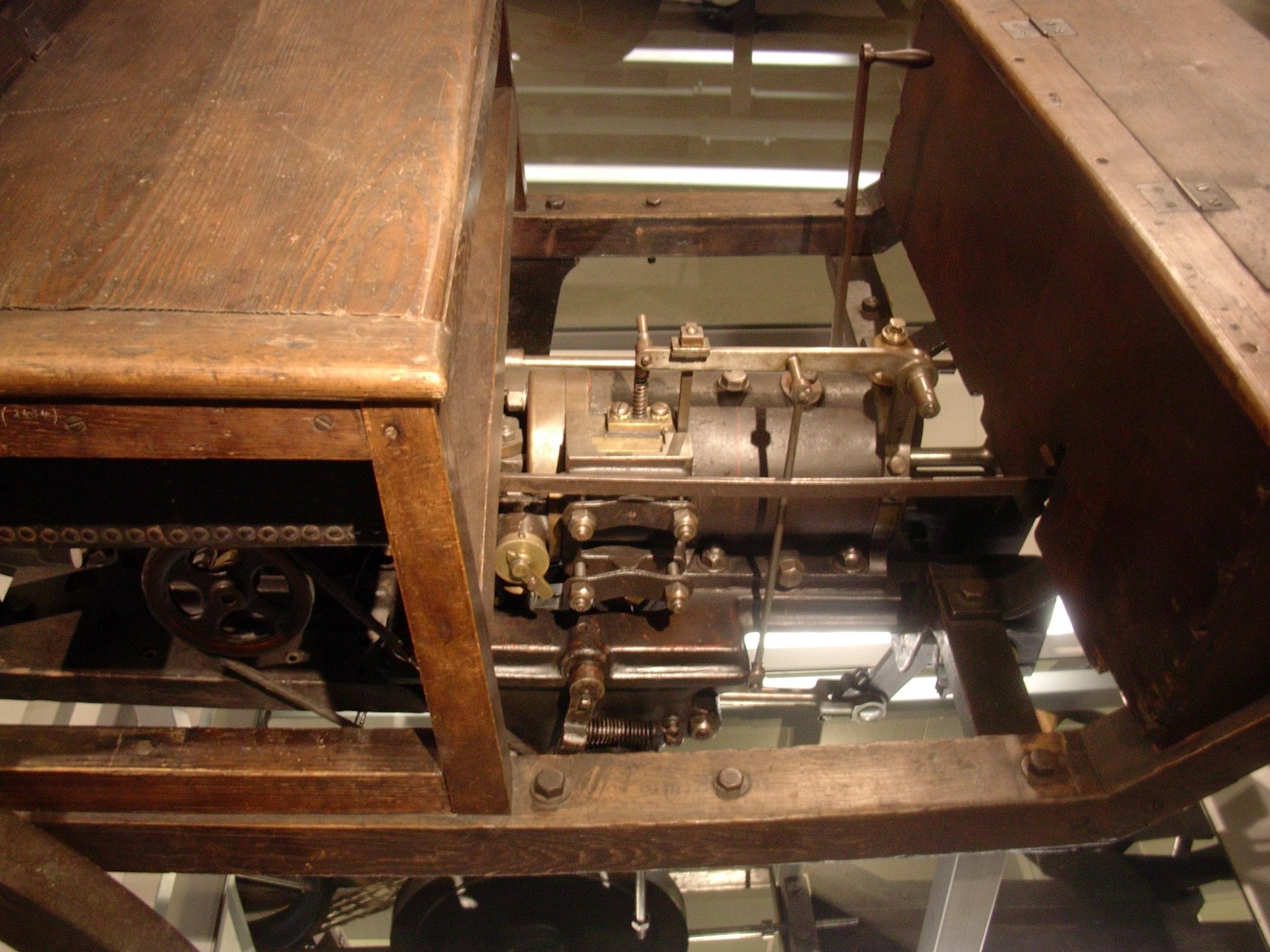
Motore delle Zweiter Marcus Wagen, costruzione del 1888 della Märky, Bromovsky und Schulz
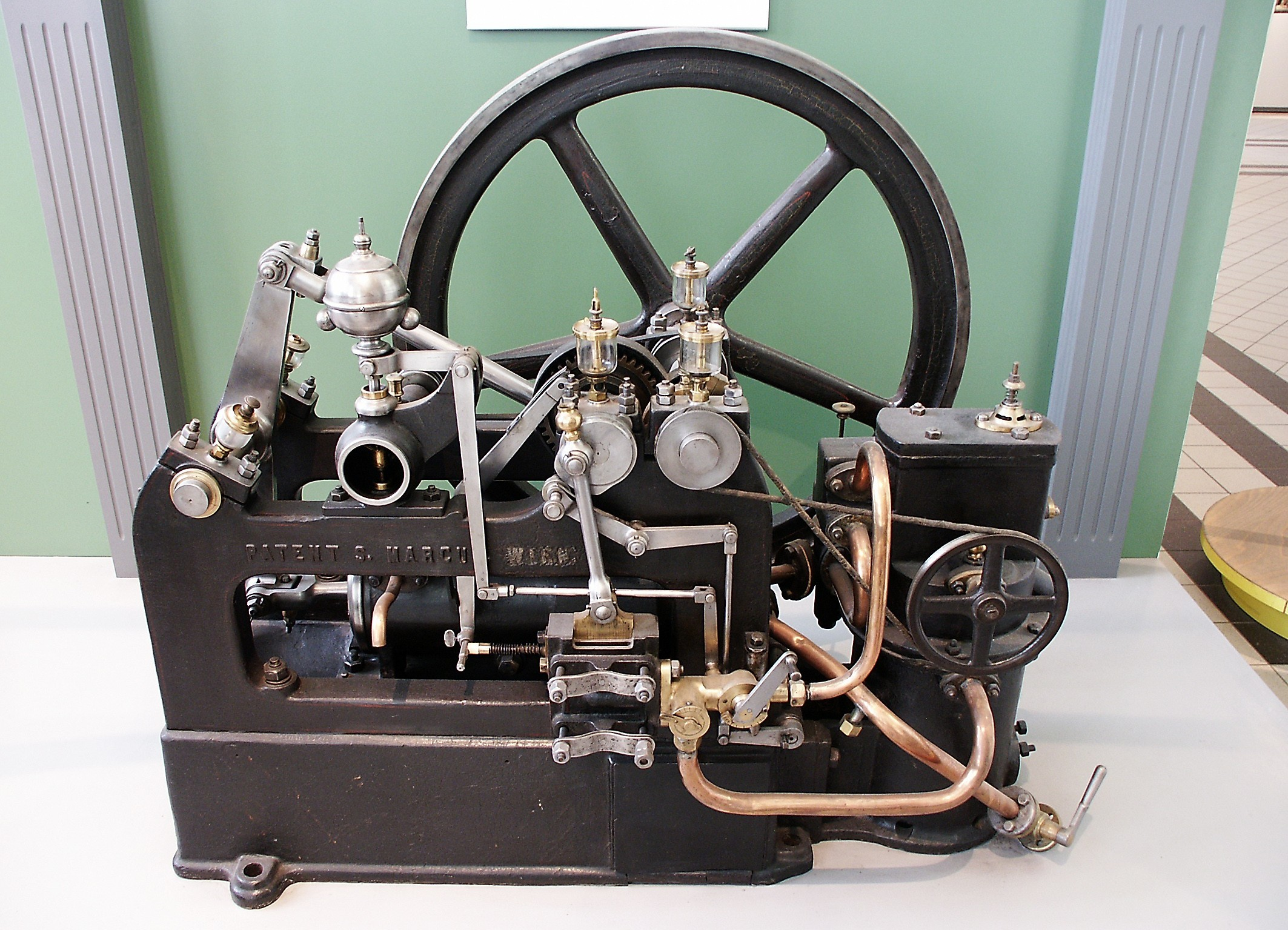
Motore Quattro tempi del 1887, della Märky, Bromovsky und Schulz, Technisches Museum Wien
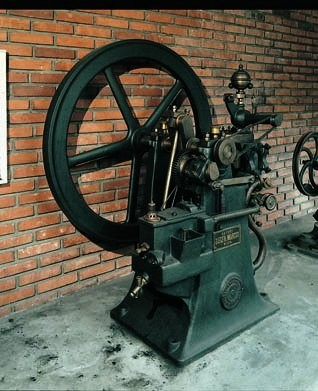
Motore Quattro tempi del 1888, Technisches Museum Prag
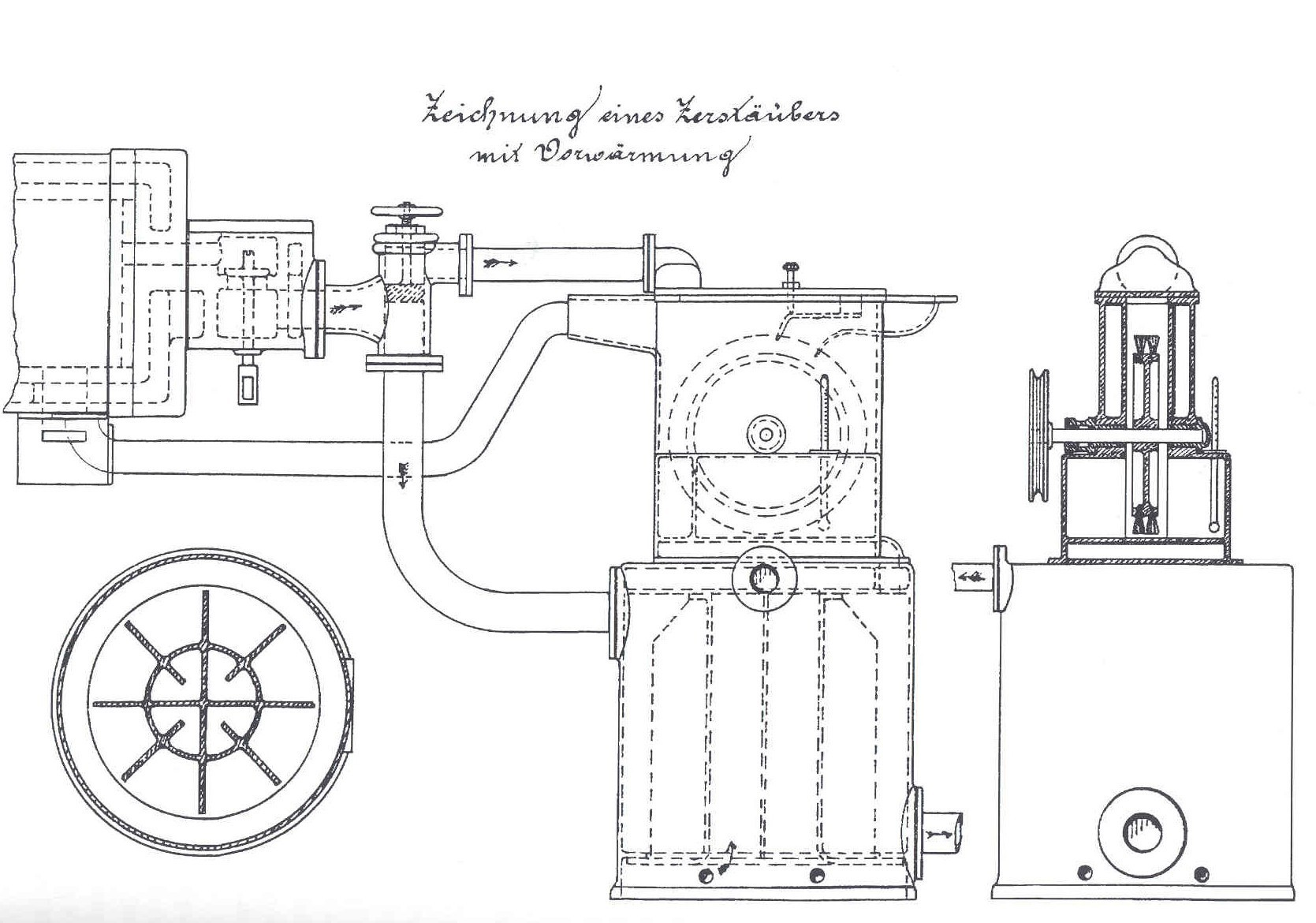
Brevetto del sistema di accensione con preriscaldamento, Austria 1887
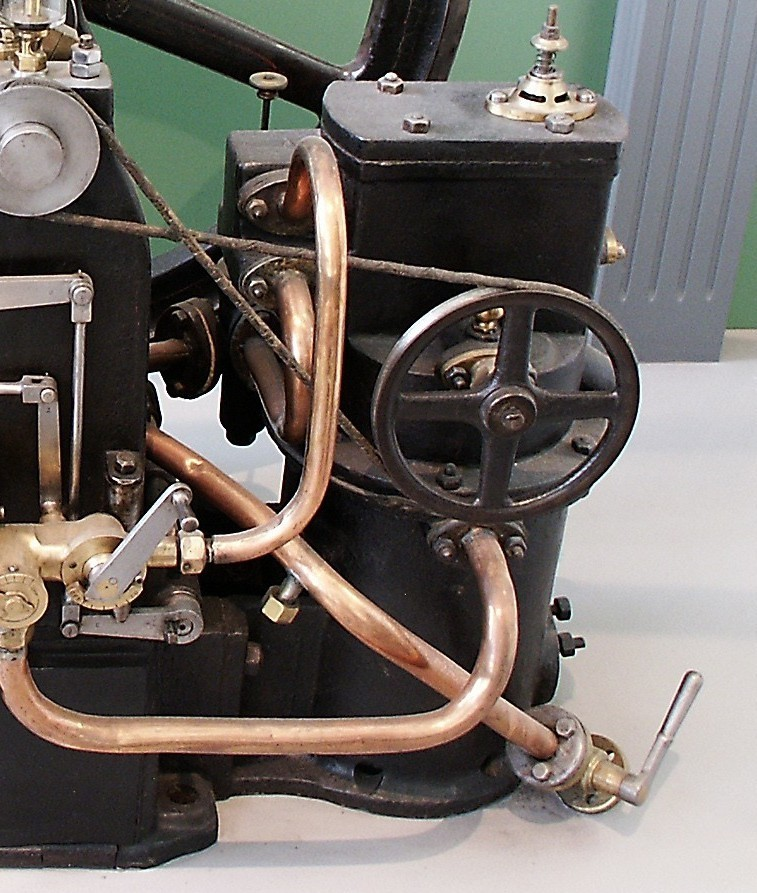
”Spritzbürstenvergaser des Stationärmotors” del 1887

### Apparati meccanici, elettrici, attrezzature varie

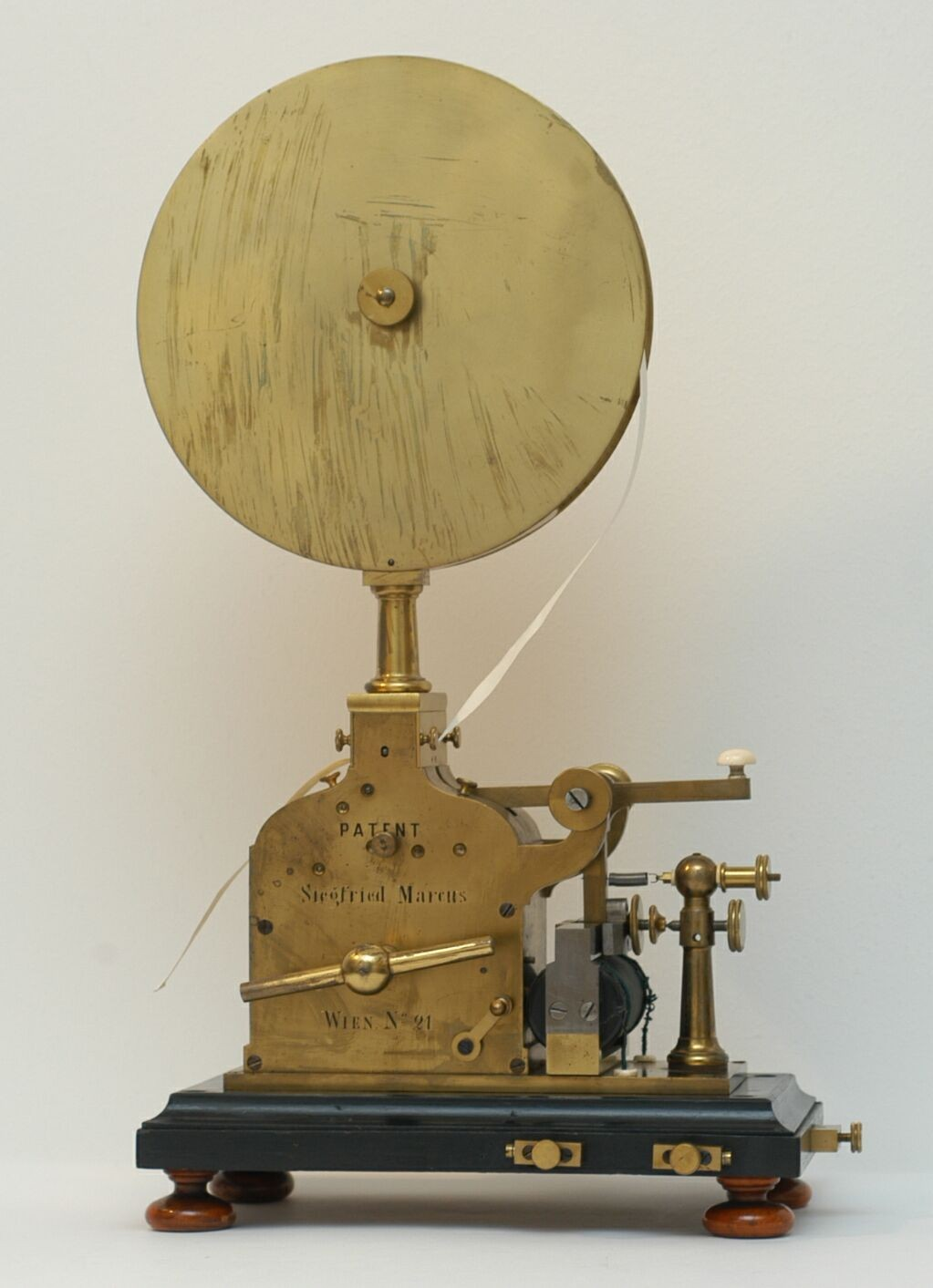
Telegrafo del 1861, Museum für Post und Kommunikation, Frankfurt am Main
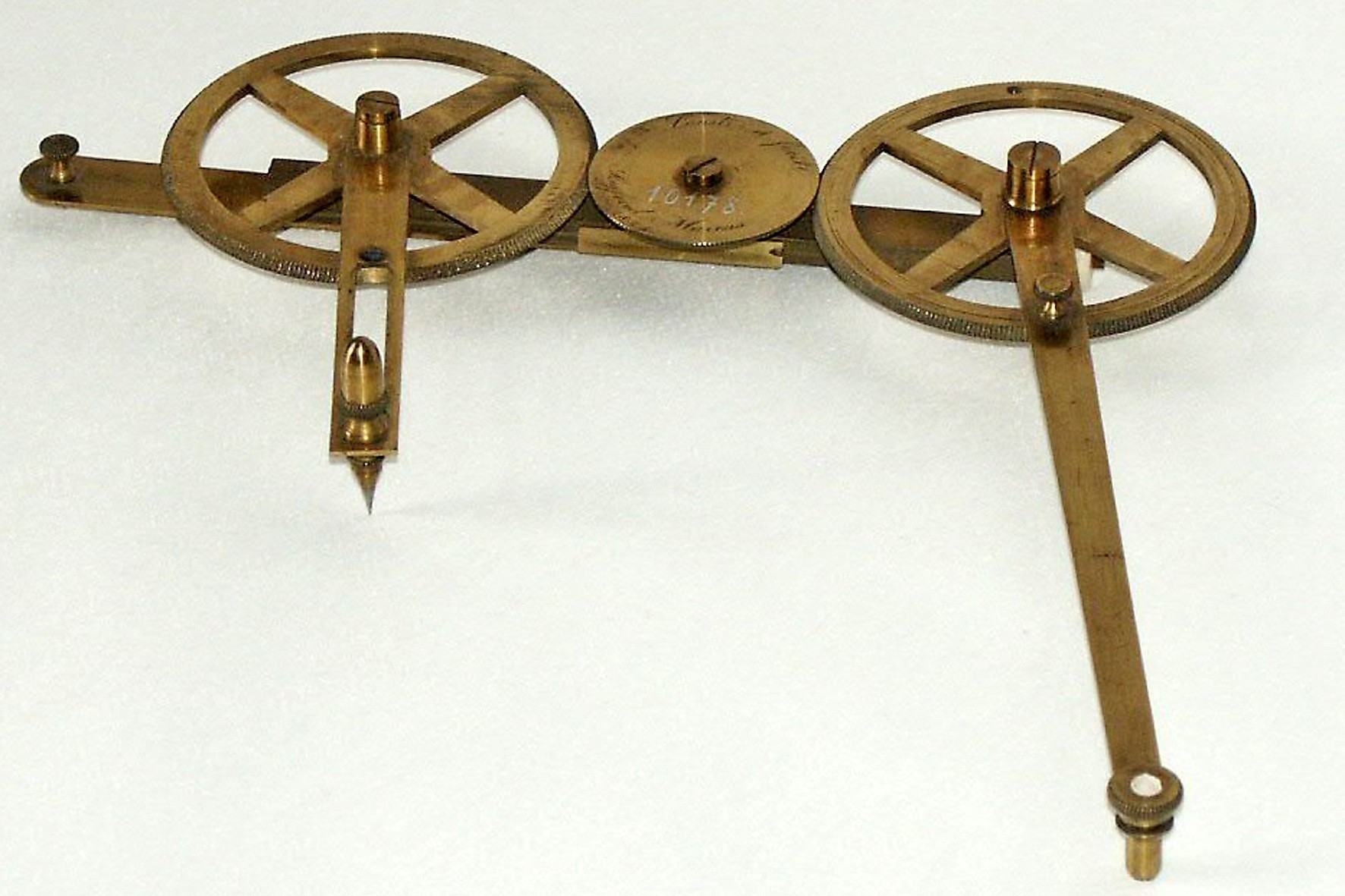
„Pantograph“ del 1855
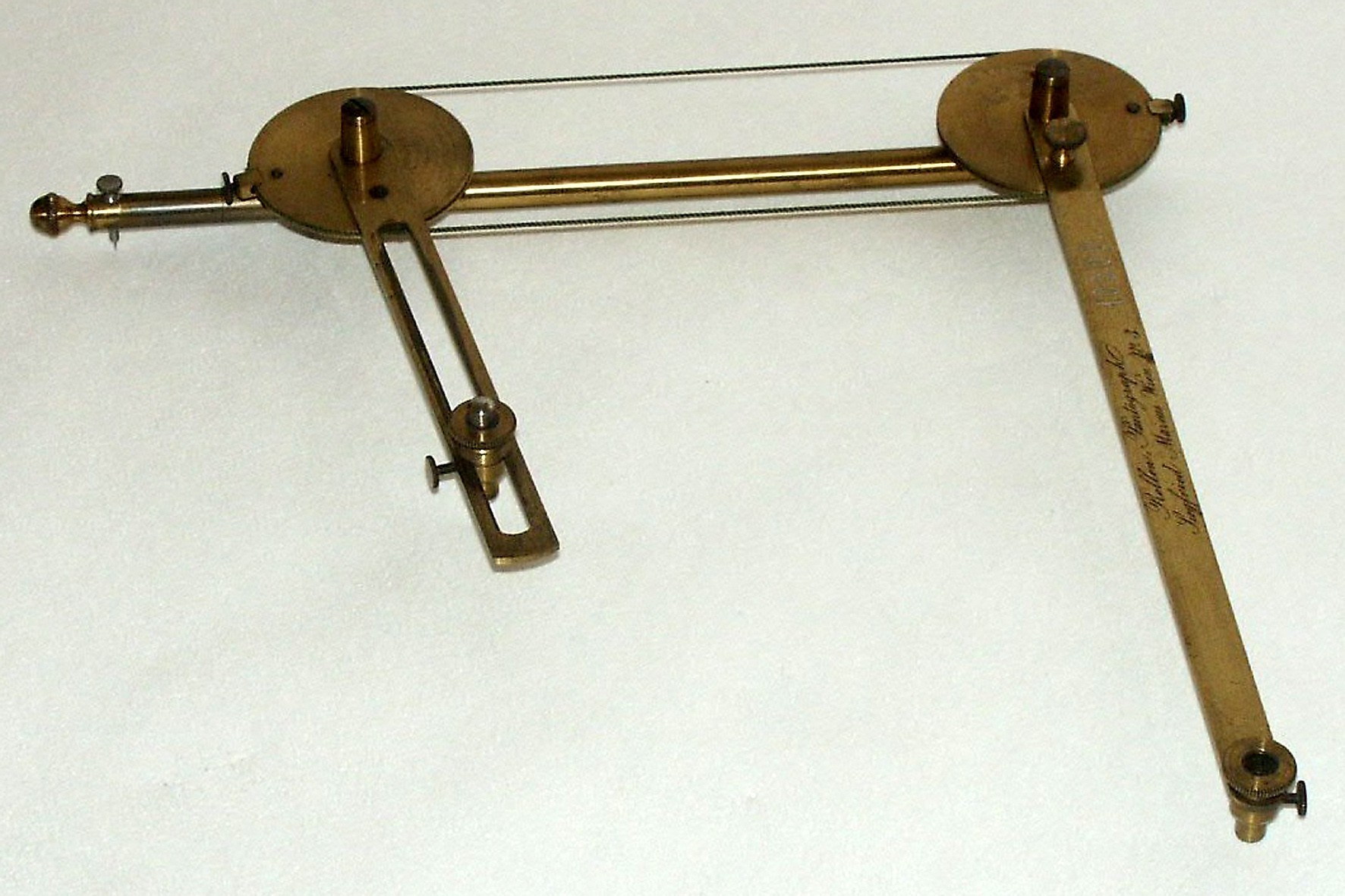
Pantografo del 1855
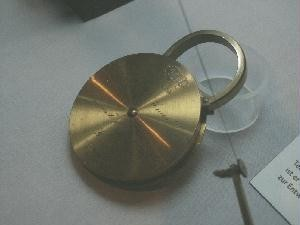
Lucchetto

La maggior parte appartengono al Wiener Technisches Museum. Anche il ""Malchiner Heimatmuseum" espone alcuni pezzi.

## Onorificenze
Alla esposizione universale di Parigi del 1867 vinse la medaglia d'argento, conferitagli dal Kaiser Francesco Giuseppe I d'Austria.

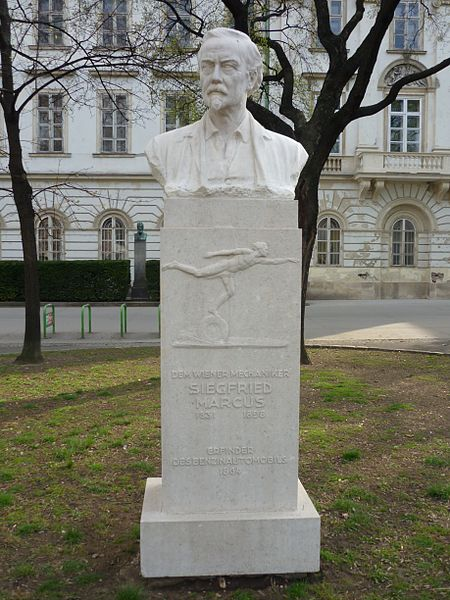
Monumento alla Wiener Technischen Universität - la scritta „Erfinder des Automobils 1864“ si riferisce alla Marcus Wagen del 1870, già controversa nel 1931, epoca dell'inaugurazione del busto

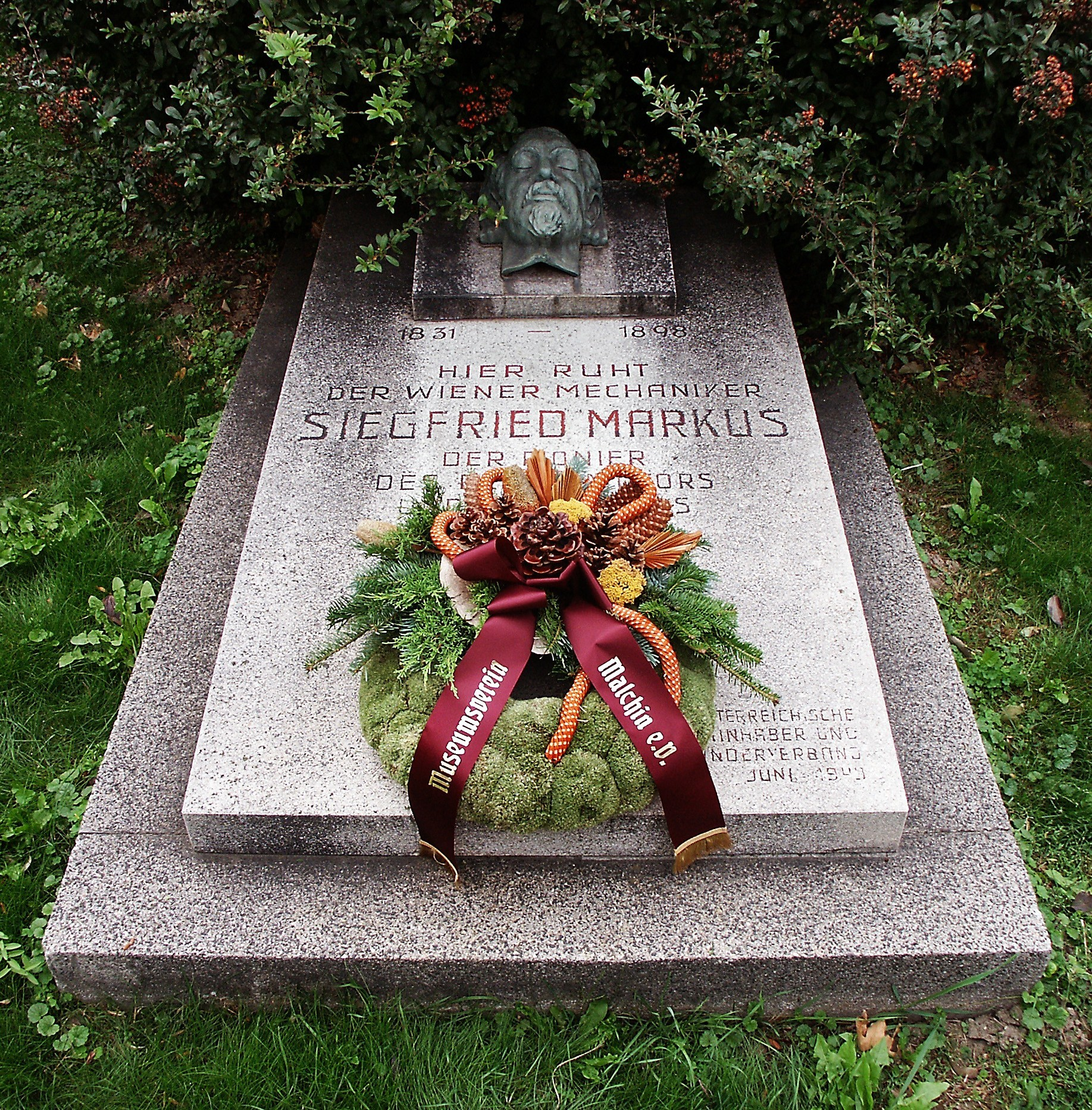
Tomba al Wiener Zentralfriedhof